# Teglio Veneto
Teglio Veneto (velenceiül Tejo Vèneto) település Olaszországban, Veneto régióban, Velence megyében. Lakosainak száma 2260 fő (2023. január 1.). Teglio Veneto Cordovado, Fossalta di Portogruaro, Gruaro, Morsano al Tagliamento és Portogruaro községekkel határos.

## Népesség
A település népességének változása:
| Lakosok száma | 2315 | 2336 | 2260 |
|               | 2017 | 2018 | 2023 |